# Hiroko Moriguchi
Hiroko Moriguchi (森口 博子 'Moriguchi Hiroko'?) (13 de junio de 1968 –) es una cantante popular japonesa, nacida en Fukuoka, Prefectura de Fukuoka, Japón.

## Discografía

### Álbumes
- 水の星へ愛をこめて (1985.11.21)
- STILL LOVE YOU (1989.1.21)
- Prime Privacy (1989.11.21)
- Eternal Songs (1991.6.21)
- TRANQUILITY (1991.11.21)
- Eternal Songs II (1992.7.22)
- 引っ越しをするよ! (1992.9.16)
- いっしょに歩いていける (1993.7.7)
- あした元気になあれ (1993.12.1)
- LET'S GO (1994.5.25)
- PARADE (1995.7.5)
- Best of My Life～Single Selection (1995.11.22)
- きっと会いたくなるでしょう (1996.9.21)
- happy happy blue (1997.9.17)
- 軌跡 (1998.2.21)
- 森口博子 ALL SINGLES COLLECTION (2000.6.13)

### Singles
- Mizu no Hoshi e Ai wo komete (水の星へ愛をこめて) (1985.08.07) (Segunda tema apertura de la serie anime Z Gundam)

Lado B: Gin'iro Dress (銀色ドレス)
- Sumire no Kimochi -TRY ME AGAIN- (すみれの気持ち-TRY ME AGAIN-) (1986.02.21)

Lado B: Joukyuusei (上級生)
- Still Love You (1987.04.21)

Lado B: Generation
- Kareha Iro no Smile (枯葉色のスマイル) (1987.11.21)

Lado B: Romance (純真（ロマンス）)
- Endless Dream (エンドレス・ドリーム) (1988.04.21) (Tema apertura de la serie OAV Ace o Nerae! Final Stage)

Lado B: Tooku kara Miteite (遠くから見ていて) (Tema cierre de la serie OAV Ace o Nerae! Final Stage)
- Samurai Heart (サムライハート) (1988.09.21) (Segunda tema apertura de la serie anime Yoroiden Samurai Troopers)

Lado B: BE FREE (Segunda tema cierre de la serie anime Yoroiden Samurai Troopers)
- Yume no Aikagi (夢の合鍵) (1989.08.21)

Lado B: Kure Isogu Machikado ~Stardust Eyes~ (暮れ急ぐ街角~スターダストアイズ~)
- Koi wa Tahiti de Arearea! (恋はタヒチでアレアレア!) (1990.08.21)

Lado B: Asobanakutcha Kurutchau (遊ばなくっちゃくるっちゃう)
- ETERNAL WIND ~Hohoemi wa Hikaru Kaze no Naka~ (ETERNAL WIND~ほほえみは光る風の中~) (1991.02.05) (Tema cierre de la serie película anime Gundam F91)

Lado B: Kimi wo Mitsumete (君を見つめて) (Tema apertura de la serie película anime Gundam F91)
- Yasashii Hoshi de (やさしい星で) (1991.11.21)

Lado B: Glas no Orgel (ガラスのオルゴール)
- Yume ga Mori Mori (夢がMORI MORI) (1992.05.21)

Lado B: Mizuiro no kuchibue (水色のくちぶえ)
- Speed (スピード) (1992.09.24)

Lado B: Mado Utsu Ame (窓打つ雨)
- Whistle (ホイッスル) (1993.06.09)

Lado B: Sora kara Tegami (空からの手紙)
- Ai wa Yume no tornari ni ~Dear Formula 1 Pilot~ (愛は夢のとなりに~Dear Formula 1 Pilot~) (1993.10.21)

Lado B: Neko ni nari Hi (猫になる日)
- Let's Go! (1994.02.16)

Lado B: Ashita Genki ni naare (あした元気になあれ)
- Yuuwaku shite yone Natsu da kara (誘惑してよね夏だから) (1994.06.22)

Lado B: Osoroi no Itade (おそろいの痛手)
- LUCKY GIRL ~Shinjirumono wa Sukuwareru~ (LUCKY GIRL~信じる者は救われる~) (1994.11.03)

Lado B: Aitakute Aenakute (会いたくて 会えなくて)
- Motto umaku Suki to Ietanara (もっとうまく好きと言えたなら) (1995.03.03)

Lado B: Koibito ni narou (恋人になろう)
- Anata no soba ni irudakede (あなたのそばにいるだけで) (1995.06.21)

Lado B: Voyage ~We're just one~
- Anata to ita Jikan (あなたといた時間) (1995.09.21)

Lado B: Merry Christmas to You
- Shisen (視線) (1996.06.05)

Lado B: Arifureta Itami (ありふれた痛み)
- Sono Mune no Naka de zutto zutto (その胸の中でずっとずっと) (1997.03.05)

Lado B: Ichiban Fukai Yoru to Asa no aidade (いちばん深い夜と朝のあいだで)
- Someday Everyday (1997.08.21)

Lado B: GIVE
- Hitori janaiyo (一人じゃないよ) (1997.11.12)

Lado B: Moratta Bath Salt (もらったBath Salt)
- SAY SAY SAY (1998.11.06)

Lado B: Aishiteru kotomo Iezu ni... (愛してることも言えずに…)
- Ashita Kaze ni Fukarete (明日 風に吹かれて) (2000.11.22)

Lado B: Hoshizora (星空)
- Yasashiku naritai (優しくなりたい) (2005.04.27)

Lado B: Deattekurete arigatou (出逢ってくれてありがとう)
- Mou hitotsu no Mirai ~starry spirits~ (もうひとつの未来~starry spirits~) (2007.11.28)

Lado B: Soredemo, Ikiru (それでも、生きる)

## Filmografía

### Drama
- Sailor Fuku Hangyaku Doumei (Nippon Television, 1986)
- Reiko Shiratori de gozaimasu! (Tokyo Broadcasting System, 1989)
- Nurse Station (Tokyo Broadcasting System, 1991)
- For You (Fuji Television, 1995)
- Ai no Gekijou: Kao Ai no Gekijou: Sashisuseso!? (Tokyo Broadcasting System, 1997)
- Renzoku TV Shousetsu: Teruteru Kazoku (2003 - 2004)
- Ai no Gekijou: Uchi wa Step Family (Tokyo Broadcasting System, 2005)
- Saturday Wide Gekijou: "Otori Sousakan, Shiho Kitami 13: Bus Robe Renzoku Satsujin" (TV Asahi, 2008)

### Teatro
- Togenuki Ongakutai (2002)
- Koshuu no Kishi (2004)
- Osu Junjou Ongakutai (2006)
- Ashura no gotoku (2006)
- Comedia musical "Titanic" (2007)
- Comedia musical "SHOUT!" (2008)

### Película
- Bubble e GO!! Time Machine wa Drum Shiki (alias: Bubble Fiction: Boom or Bust) (2007)